# Enriqueta Martín Ortiz de la Tabla
Enriqueta Martín Ortiz de la Tabla (* 1892 in Llerena, Badajoz; † 1984) war eine spanische Hochschullehrerin und Bibliothekswissenschaftlerin. Sie spielte eine wichtige Rolle beim Zugang von Frauen zum Bibliothekswesen. Sie war unter den  ersten spanischen Frauen, die an einer US-amerikanischen Universität lehrten.

## Leben

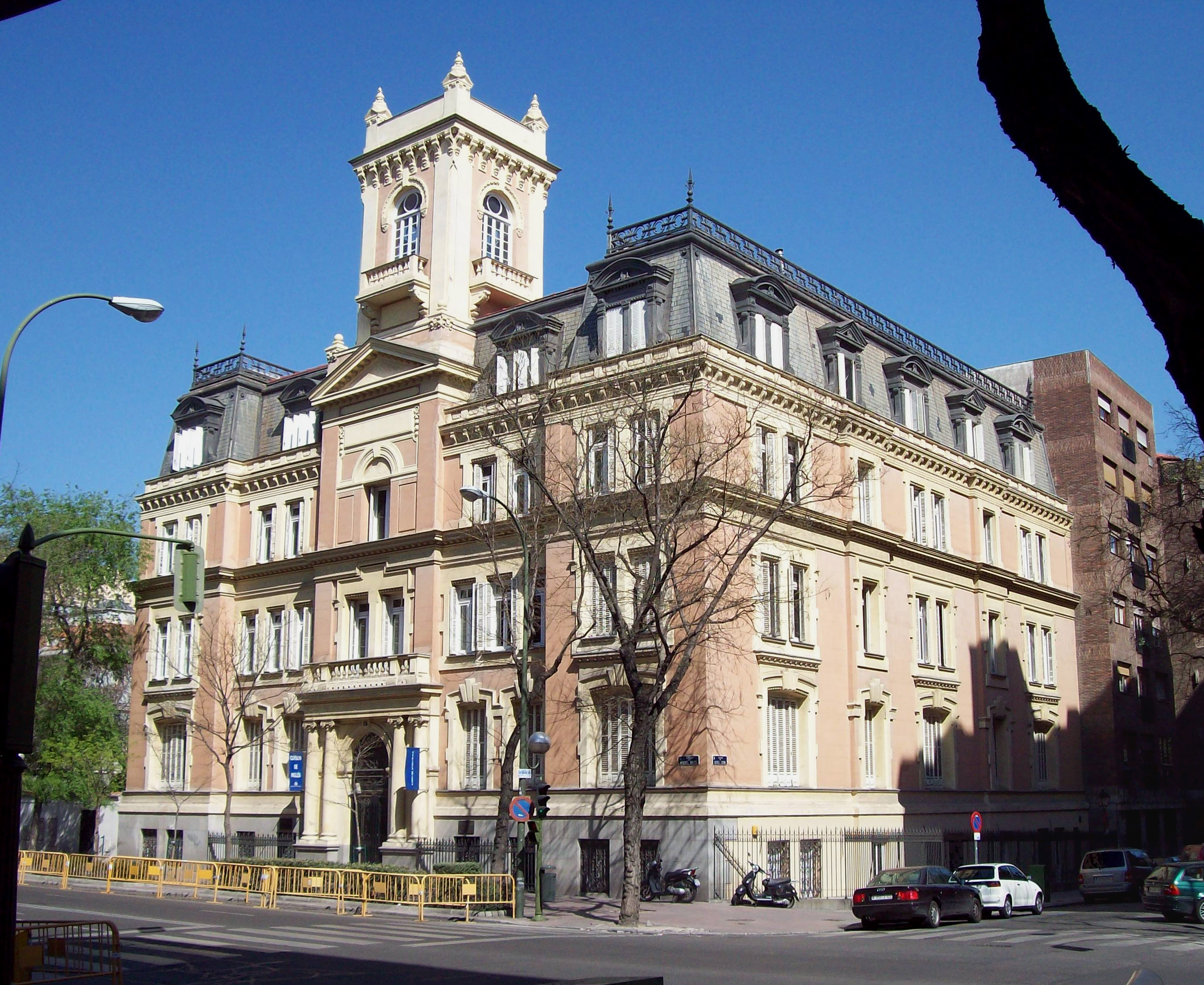
Sitz des Instituto Internacional de Madrid

Enriqueta Martín war das jüngste von vier Kindern von Emilio Martín Fernández und Enriqueta Ortiz de la Tabla Cerrato. María Molins berichtet, dass die Eltern für die Erziehung ihrer drei Töchter großen Wert auf die kulturelle und berufliche Ausbildung legten, durchaus untypisch für die damalige Zeit.
Martín besuchte die von María de Maeztu für die Bildung von Frauen gegründete Residencia de Señoritas in Madrid und lernte dort wie María Moliner und Juana Capdevielle Bibliothekswissenschaft. Über die Verbindung der Residencia mit dem Instituto Internacional de Madrid von Susan Huntington Vernon kam sie mit einem Stipendium in die Vereinigten Staaten. Zwischen 1919 und 1921 war sie am Smith College, wo sie während der akademischen Jahre 1919 und 1920 die Stelle eine als Stelle als Lehrende für Spanisch innehatte. Sie erhielt zudem eine Rente der Junta para Ampliación de Estudios. 1925 und 1926 war sie in gleicher Weise am Vassar College.
Ab 1930 übernahm Martín die Leitung der Bibliothek des Instituto Internacional und der Kurse für Bibliothekswissenschaft, ab 1931 und bis zu ihrer Pensionierung 1960 auch die der Residencia de Señoritas. Sie wurde so etwa wie die halboffizielle Vertreterin des Instituts nach außen.

## Werke
Zwei Lehrbücher von Martín sind überliefert:
- Reglas de catalogación, ein Buch, das die von den Studentinnen der von Enriqueta Martín koordinierten Kurse für Bibliothekswissenschaft an der Residencia de Señoritas erarbeiteten Regeln sammelte und 1934 im Selbstverlag veröffentlicht wurde.[1]
- Bibliotecas, ein 1948 veröffentlichtes Handbuch, von dem eine Kopie in der Bibliothek der Escuela Técnica Superior de Ingenieros de Telecomunicación der Polytechnischem Universität Madrid aufbewahrt wird. Es wurde als didaktischer Leitfaden für die bibliothekswissenschaftlichen Kurse des Instituto Internacional verfasst.